# Cryptonychus Chryptonychellusprocerus
Cryptonychus Chryptonychellusprocerus es una especie de insecto coleóptero de la familia Chrysomelidae.
Fue descrita científicamente en 1915 por Weise.